# Jean Guillaume Bruguière

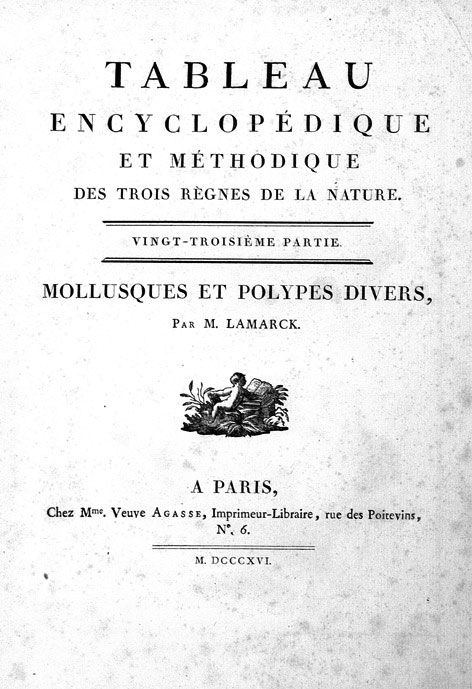
Omslag van het boek "Tableau Encyclopédique et Methodique des Trois Règnes de la Nature"

Jean Guillaume Bruguière (Montpellier, 1749/50 - 1798) was een Frans arts, zoöloog en diplomaat. 

## Biografie
Brugière was als medicus verbonden aan de Universiteit van Montpellier. Hij was geïnteresseerd in ongewervelde dieren, vooral slakken. 
Hij begeleidde de ontdekkingsreiziger Yves-Joseph de Kerguelen-Trémarec tijdens zijn eerste reis naar de Zuidpool, in 1773. In 1790 begeleidde hij de entomoloog Olivier op een expeditie naar Perzië, maar zijn slechte gezondheid belemmerde een voortgang van de reis. In 1792 bezocht hij, terwijl hij ziek was, de Griekse archipel en het Midden-Oosten, samen met de entomoloog Guillaume-Antoine Olivier. Het Franse directoire vroeg hem om een Frans-Perzische alliantie opnieuw op te zetten, maar hij was onsuccesvol. Hij stierf op de terugreis naar huis.
Bruguière beschreef een aantal taxa in zijn boek Tableau Encyclopédique et Méthodique des trois Règnes de la Nature: vers, coquilles, mollusques et polypes divers), die in 1827 in drie delen verscheen, lang nadat hij was overleden. Het boek werd samengesteld met behulp van rapporten van drie andere zoölogen; Jean-Baptiste de Lamarck, Pierre Joseph Bonnaterre en Louis Jean Pierre Vieillot. 
Hij schreef tevens het boek Histoire Naturelle des Vers. Vol. 1 (1792), maar was genoodzaakt om te stoppen bij de letter "C". Christian Hee Hwass continueerde het schrijfwerk en maakte het boek af.
Bruguière overleed in oktober 1798, en niet in 1799, zoals sommige bronnen vermelden. Het verschil in jaartal is te wijten aan de Franse revolutionaire kalender. 